# Lao hạch
Lao hạch là một thể lao ngoài phổi còn gặp khá phổ biến ở nước ta. Lao hạch có thể gặp là các hạch ở ngoại biên như hạch cổ, hạch nách, hạch bẹn và các hạch ở nội tạng như hạch trung thất, hạch mạc treo...Trong đó lao hạch ngoại biên là thể lao thường gặp nhất.

### Dịch tễ học
Theo thống kê tại phòng khám Viện lao và bệnh phổi năm 1985, lao hạch ở người lớn chiếm 20% tổng số lao ngoài phổi, ở trẻ em lao hạch chiếm 13% trong các thể lao và đứng thứ 3 sau lao sơ nhiễm và lao màng não. Theo số liệu của trung tâm lao thành phố Hà Nội, từ năm 1989-1990 lao hạch chiếm 83,58% và đứng hàng đầu trong các thể lao ngoài phổi. Trước đây lao hạch gặp chủ yếu ở trẻ em nhưng ngày nay lao hạch cũng hay gặp ở người lớn tuổi và gặp ở nữ nhiều hơn 2 lần so với nam.

### Nguyên nhân gây bệnh
Vi khuẩn gây bệnh lao hạch: Mycobacterium tuberculosis, M.bovis, M.africannun, chủ yếu là M.tuberculosis.

### Cơ chế bệnh sinh

#### Lao hạch tiên phát
Vi khuẩn BK xâm nhập qua vùng họng, amidan lan tràn đến hạch. Ví dụ: BK gây một ổ lao tiên phát ở amidan rồi từ đó gây viêm hạch góc hàm. Hạch này được gọi là lao hạch tiên phát.

#### Lao hạch hậu tiên phát
Do BK lan đến hạch từ một ổ lao có từ thời kỳ tiên phát. BK lan tràn theo 3 đường: máu, bạch huyết, tiếp cận. Cơ chế bao gồm: tái hoạt động nội lai và tái nhiễm ngoại lai.

### Triệu chứng lâm sàng

#### Triệu chứng toàn thân
Bệnh nhân thường ít sốt: sốt nhẹ về chiều hoặc gai gai rét, sốt không rõ nguyên nhân, dùng kháng sinh thông thường không hết sốt.

Người mệt mỏi, gầy sút cân, ra mồ hôi đêm.

#### Triệu chứng tại chỗ
Vị trí tổn thương: phần lớn là lao hạch ở vùng cổ (khoảng 80%), hạch ở nách chiếm khoảng 77%, lao hạch toàn thân gặp khoảng 10-15%.

Biểu hiện lâm sàng: hạch không lớn lắm, đường kính khoảng một đến vài centimet, chắc, di động, có thể hơi đau, đôi khi có viêm ở xung quanh hạch.

Thường là một nhóm hạch bị sưng to. Hạch sưng to dần, không đau, không nóng, không tấy đỏ. Nếu không điều trị, hạch bị viêm nhũn ở giữa. Sau đó toàn thể hạch bị nhuyễn hóa, da bên ngoài bị phù nề, màu đỏ, tím rồi vỡ mủ màu vàng.

Sau một thời gian, do được điều trị hay không điều trị, hạch có thể tự liền sẹo nhưng sẹo này xấu xí, dúm dó, thỉnh thoảng lại có đợt rò mủ.

### Tiến triển
– Tiến triển từng đợt: đợt trước cách đợt sau nhiều năm (5-10 năm)

– Hạch rò ra ngoài rất lâu khỏi và để lại từng chỗ sẹo dúm dó, xấu xí

– Nếu được điều trị tốt, bệnh nhân có thể khỏi sớm, ngăn chặn được di chứng.

### Chẩn đoán

#### Chẩn đoán xác định
Dựa vào đặc điểm lâm sàng và một số xét nghiệm như:
– Phản ứng Mantoux

– Sinh thiết hạch chẩn đoán mô bệnh

– Cấy BK

– Chọc hạch làm hạch đồ

– X quang

#### Chẩn đoán phân biệt
– Viêm hạch cấp hoặc mạn tính do vi khuẩn hoặc virus

– Bệnh Hodgkin và Non-Hodgkin: xét nghiệm huyết-tủy đồ và sinh thiết hạch.

– Hạch di căn ung thư: sinh thiết hạch và biểu hiện lâm sàng của ung thư nguyên phát

– Các u lành tính: u mỡ, u xơ, u thần kinh, u nang bạch huyết,...

### Điều trị

#### Điều trị nội khoa
Tuân thủ nguyên tắc điều trị bệnh lao nói chung

– Phối hợp các thuốc chống lao, ít nhất từ 3 thuốc trở lên.

– Thời gian điều trị lao hạch nên kéo dài từ 9-12 tháng.

– Đối với bệnh nhân HIV/AIDS: nên dùng phối hợp 4 thuốc RHZE ở giai đoạn tấn công (2-3 tháng), sau đó dùng 2 thuốc chống lao ở giai đoạn củng cố (9-12 tháng).

Hầu hết các thuốc kháng sinh điều trị lao đều gây tổn thương gan, làm tăng men gan do đó nên dùng kết hợp với các thuốc hay sản phẩm có tác dụng bảo vệ gan, hạ men gan (diệp hạ châu, BDD, Phế đan).

#### Điều trị ngoại khoa
– Mổ lấy toàn bộ hạch: đối với hạch rò mủ hoặc áp xe lạnh, ít đáp ứng điều trị. cần điều trị lao từ trước khi phẫu thuật để tránh lan tràn.

– Mổ nạo sạch mủ bã đậu và đắp kháng sinh chống lao.

### Phòng ngừa
Tăng cường sức đề kháng của cơ thể (nhàu, sói rừng, sữa ong chúa), ức chế hoạt động của vi khuẩn lao (xuyên tâm liên, Phế đan)

## = Tham khảo
=
Bệnh học lao, Trường ĐH Y Hà Nội,2006

Bệnh Phổi và Lao, Học viện Quân y, 2008